# Бачинський Сергій Олександрович
Сергій Олександрович Бачинський (нар. 17 травня 1972, м. Теребовля) — український діяч культури, літератор, композитор-аматор. Син О. Бачинського.

## Життєпис
Закінчив Тернопільський педагогічний інститут (1993, нині національний педагогічний університет).
У м. Тернопіль: від 1993 — керівник молодіжного центру при ПК «Текстильник», головний адміністратор-директор гурту «Анна-Марія», заступник-начальник концертного відділу обласної філармонії, 1995—1999 — завідувач художнього відділу ПК «Березіль». 1999—2006 — головний спеціаліст соціокультурного відділу управління культури Тернопільської ОДА.
Від 2006 донині — голова Тернопільського обласного відділу Асоціації діячів естрадного мистецтва України. Засновник і директор Всеукраїнського фестивалю популярної музики «Зустрічі друзів» (від 1993 — щороку в м. Тернопіль). Директор програм «На хвилях ностальгії» (хіт-парад 1970—1980. проводиться від 2005 — в усій Україні).

## Доробок
Автор слів і музики до пісень, що виконують В. Вермінський, М. Свидюк, Л. Чермак, Н. Шестакова, ВІА «Краяни», «Стожари» та інші.